# Den fjärde vägen
Den fjärde vägen är en roman av Stina Aronson från 1950. Boken utkom i två upplagor under 1950. 1985 utgavs den som talbok.